# Друга расинска окружна лига у фудбалу
Друга Расинска окружна лига је шести ранг фудбалског такмичења у Србији. Наредни степен такмичења је Прва Расинска окружна лига у фудбалу. Нижи је Трећа Расинска окружна лига. Лига обухвата територију Расинског округа.

## Победници свих првенстава
| Сезона   | Бр. клуб. | Првак                     | Бодови | Вицепрвак                   | Бодови |
| 2010/11. | 16        | Доњи Копаоник, Разбојна   | 62     | Јастребац, Велики Шиљеговац | 57     |
| 2011/12. | 13        | Слога, Дашница            | 51     | Градина Пејовац, Трстеник   | 50     |
| 2012/13. | 13        | Виноградар, Злегиње       | 57     | Млади Радник, Бачина        | 50     |
| 2013/14. | 14        | Млади Радник, Бачина      | 59     | Омладинац, Појате           | 52     |
| 2014/15. | 14        | Рибик, Горњи Рибник       | 60     | Рубин, Доњи Ступањ          | 56     |
| 2015/16. | 14        | Гњила, Игрош              | 58     | Доњи Копаоник, Разбојна     | 48     |
| 2016/17. | 15        | Доњи Копаоник, Разбојна   | 73     | Рубин, Доњи Ступањ          | 65     |
| 2017/18. | 17        | Младост, Доњи Катун       | 74     | Варварин, Варварин          | 69     |
| 2018/19. | 16        | Градина Пејовац, Трстеник | 67     | Трудбеник, Сталаћ           | 59     |
| 2019/20. | 15        | Копаоник, Брус            | 35     | Рубин, Доњи Ступањ          | 34     |
| 2020/21. | 15        | Рубин, Доњи Ступањ        | 66     | Гаревина, Гаревина          | 63     |
| 2021/22. | 16        | Полет 57, Милутовац       | 75     | Борац, Горњи Катун          | 74     |

## Клубови у сезони 2018/19
| Клуб           | Место          | Општина/Град          |
| -------------- | -------------- | --------------------- |
| 14. Октобар    | Избеница       | Општина Варварин      |
| Бели орлови    | Тоболац        | Општина Трстеник      |
| Борац          | Горњи Катун    | Општина Варварин      |
| Велика Дренова | Велика Дренова | Општина Трстеник      |
| Гаревина       | Гаревина       | Општина Александровац |
| Градина        | Трстеник       | Општина Трстеник      |
| Каменорезац 76 | Дубље          | Општина Трстеник      |
| Младост        | Тољевац        | Општина Варварин      |
| Омладинац      | Појате         | Општина Ћићевац       |
| Полет 57       | Милутовац      | Општина Трстеник      |
| Рубин          | Доњи Ступањ    | Општина Александровац |
| Слога (Д)      | Дашница        | Општина Александровац |
| Слога (Л)      | Лозна          | Општина Трстеник      |
| Стари Трстеник | Стари Трстеник | Општина Трстеник      |
| Трудбеник      | Сталаћ         | Општина Ћићевац       |
| Ушће           | Град Сталаћ    | Општина Ћићевац       |